# Standardfel
Standardfel eller standardmätosäkerhet är ett mått på osäkerheten i en punktskattning. Det kan beskrivas som ett spridningsmått på hur medelvärden avviker från väntevärdet. Den beräknas som observationernas standardavvikelse {\displaystyle \sigma } dividerat med kvadratroten ur antalet observationer n som ligger till grund för skattningen.
{\displaystyle e={\frac {\sigma }{\sqrt {n}}}={\sqrt {\frac {v}{n}}}}